# Henryk Rupnik
Henryk Władysław Rupnik (ur. 19 stycznia 1949 w Charzynie) – polski samorządowiec, ekonomista i menedżer, doktor nauk ekonomicznych, w latach 1999–2006 wicemarszałek województwa zachodniopomorskiego.

## Życiorys
Ukończył studia ekonomiczne, następnie obronił doktorat. Pracował jako adiunkt na Wydziale Ekonomii i Zarządzania Politechniki Koszalińskiej.
Działał w Polskiej Zjednoczonej Partii Robotniczej. Od lat 80. był starszym instruktorem i zastępcą kierownika w Komitecie Miejskim w Kołobrzegu i Komitecie Wojewódzkim w Koszalinie, a od 1987 I sekretarzem KM PZPR w Kołobrzegu. Później związał się z Sojuszem Lewicy Demokratycznej. Z jego listy w 1998 i 2002 uzyskiwał mandat radnego sejmiku zachodniopomorskiego I i II kadencji. W 2001 kandydował także bez powodzenia do Sejmu. 6 listopada 1998 został powołany na stanowisko wicemarszałka województwa zachodniopomorskiego (z kadencją od 1 stycznia 1999). 9 grudnia 2002 ponownie został wicemarszałkiem w kolejnym zarządzie, odpowiadając za sprawy gospodarcze. Zakończył pełnienie funkcji 18 grudnia 2006 w związku z końcem kadencji. W tym samym roku bez powodzenia ubiegał się o reelekcję do sejmiku i o fotel burmistrza Kołobrzegu (zajął 3. miejsce z poparciem 15,59%).
Do 2006 zasiadał w radzie nadzorczej Zakładów Chemicznych Police. W 2007 został szefem Zarządu Portu Morskiego w Kołobrzegu, w 2014 odszedł na emeryturę. W listopadzie 2014 został prezesem zarządu uzdrowiska w Kamieniu Pomorskim, odwołano go z tej funkcji w kwietniu 2015.
W 2005 odznaczony Krzyżem Kawalerskim Orderu Odrodzenia Polski.

## Życie prywatne
Mieszka w Grzybowie.